# Gadsden (Arizona)
Gadsden és una concentració de població designada pel cens dels Estats Units a l'estat d'Arizona. Segons el cens del 2000 tenia 953 habitants.

## Demografia
Segons el cens del 2000, Gadsden tenia 953 habitants, 236 habitatges, i 206 famílies La densitat de població era de 212,7 habitants/km².
Dels 236 habitatges en un 61% hi vivien nens de menys de 18 anys, en un 67,4% hi vivien parelles casades, en un 15,3% dones solteres, i en un 12,7% no eren unitats familiars. En l'11,9% dels habitatges hi vivien persones soles el 4,2% de les quals corresponia a persones de 65 anys o més que vivien soles. El nombre mitjà de persones vivint en cada habitatge era de 4,04 i el nombre mitjà de persones que vivien en cada família era de 4,39.
Per edats la població es repartia de la següent manera: un 39,3% tenia menys de 18 anys, un 10,7% entre 18 i 24, un 27,8% entre 25 i 44, un 15,8% de 45 a 60 i un 6,3% 65 anys o més.
L'edat mediana era de 25 anys. Per cada 100 dones de 18 o més anys hi havia 95,9 homes.
La renda mediana per habitatge era de 21.000 $ i la renda mediana per família de 21.000 $. Els homes tenien una renda mediana de 18.365 $ mentre que les dones 16.875 $. La renda per capita de la població era de 6.562 $. Aproximadament el 41,7% de les famílies i el 45,2% de la població estaven per davall del llindar de pobresa.

## Poblacions més properes
El següent diagrama mostra les poblacions més properes.